# Earlandite
L'earlandite è un minerale la cui descrizione è stata pubblicata nel 1936 in seguito al suo ritrovamento avvenuto fra i campioni raccolti dal fondale del mare di Weddell alla profondità di 2580m durante la spedizione Scotia. Il nome del minerale è stato attribuito in onore dell'oceanografo britannico Arthur Earland.
Questo minerale è il primo citrato di calcio scoperto in natura.

## Morfologia
L'earlandite è stata scoperta sotto forma di noduli policristallini fino a circa 2mm di diametro e di frammenti di circa 3mm.

## Origine e giacitura
L'earlandite è stata trovata assieme a granuli di quarzo e residui di foraminiferi.